# Coenotephria abstersaria
Coenotephria abstersaria là một loài bướm đêm trong họ Geometridae.